# الشابة زهرة
الشابة الزهرة الغليزانية من مواليد 1959 في مدينة غليزان وتعد من عميدات أغنية الراي في الجزائر رفقة الشابة فضيلة والشابة الزهوانية الشابة نورية إذ اشتهرت في الساحة الغنائية في الثمانينيات وبداية التسعينيات من القرن العشرين.
كانت أغنية سكنت مارساي من أيقونات الراي

## حياتها
وُلدت في حي شعبي في مدينة غليزان وكانت تؤدي طابع المداحات، ونظرا لصوتها الجهوري توجهت لأغنية الراي وأدت العديد من الثنائيات مع أبرز نجوم الراي على غرار الشاب حسني والشاب حميدوالشاب الطاهر والشاب ميمون الوجدي.

## أغاني
- سكنت مارساي
- إلا تبغيني
- سهر الليالي
- أنا وياك نسهرو اليوم[7]
- قالولي عليه[8]